# معركة دنقلا (1276)
كانت معركة دنقلا (1276) معركة بين سلطنة المماليك تحت قيادة بيبرس ومملكة المقرة. حقق المماليك انتصارًا حاسمًا، حيث استولوا على عاصمة مملكة المقرة دنقلا، وأجبروا الملك داود ملك المقرة على الفرار ووضعوا تابع لهم على عرش المقرة. بعد هذه المعركة، دخلت مملكة المقرة في فترة من التدهور حتى انهيارها في القرن الخامس عشر

## خلفية
كانت معاهدة البقط بين مسلمي مصر ومسيحيي النوبة تضمن السلام بين الجماعتين المتعارضتين لأكثر من 600 عام في هذه المرحلة، وهو من نواح كثيرة أطول معاهدة في التاريخ. استفاد النوبيون من المعاهدة بشكل كبير، الذين اكتسبوا علاقات ودية مع جار قوي، وكان العيب الرئيسي هو أنهم كانوا مطالبين بإرسال 360 عبدًا سنويًا إلى مصر، والتي تم التفاوض عليها لاحقًا بحيث يتم الدفع كل 3 سنوات فقط. ومع ذلك، فإن المعاهدة لم توقف الصراع تمامًا، وغالبًا ما حدثت غارات صغيرة بين الجانبين
الأسباب الدقيقة لاندلاع الحرب بين الملك المقري داود والسلطان المملوكي بيبرس غير معروفة، ولكن على الأرجح كان عدم رغبة داود في دفع اتفاقية البقط لدولة المماليك الناشئة، حيث كان المماليك قد وصلوا إلى السلطة فقط عام 1250 وكانوا كذلك. على ما يبدو لا ينظر إليه بشكل إيجابي من قبل ديفيد. هناك أيضًا أدلة على أن الغارات بين الجانبين كانت تحدث لبضع سنوات قبل عهود كل من بيبرس داود. من المحتمل أن هذه العلاقة المتوترة بالفعل لم يساعدها وصول شيكندا ، أمير مقري يطالب بعرش داود، في البلاط المملوكي. أدت هذه العوامل إلى اندلاع حرب شاملة بدأت في عام 1272 عندما قام النوبيون بنهب مدينة عيذاب المصرية. أعقب ذلك غارة نوبية على مدينة أسوان المصرية عام 1275

## المعركة
في عام 1276 قاد السلطان بيبرس حملة في النوبة وقاتل داود ملك المقرة في سلسلة من المعارك التي بلغت ذروتها بهزيمة مملكة المقرة في عاصمتها دنقلا. لا يُعرف سوى القليل من التفاصيل حول الاشتباك، لكنها كانت هزيمة ثقيلة لجيش مملكة المقرة. أجبر داوود على الفرار وسقطت دنقلا
وضع بيبرس شكندا على العرش ليحكم تابعا للمماليك. كانت المعركة بمثابة بداية النهاية لمملكة المقرة حيث أن الدولة سوف تتقلص ببطء في أراضيها خلال القرن القادم في مواجهة العدوان المتزايد من جيرانها المسلمين، والتي اختفت في النهاية تمامًا في القرن الخامس عشر.